# کانجیروبا
کانجیروبا (به لاتین: Kanjiroba) یک کوه در نپال است که در Karnali Zone واقع شده‌است. کانجیروبا ۶٬۸۸۳ متر بالاتر از سطح دریا واقع شده‌است.